# Tisovnice (Krásná Hora nad Vltavou)
Tisovnice jsou vesnice, část města Krásná Hora nad Vltavou v okrese Příbram ve Středočeském kraji. V roce 2011 zde trvale žilo devět obyvatel.
Tisovnice leží nad levým břehem potoka Brzina, jihozápadně od Sedlčan, poblíž Svatého Jana a Bražné. Ke vsi patří i dvě samoty u potoka Brziny Na Stráni a U Smrčí. Ves dostala své jméno nejspíše od tisových stromů, které kdysi tvořily celé lesy. Ve starých spisech se uvádí název Tisomnice.

## Historie
První písemná zmínka o vesnici pochází z roku 1470.
Odnepaměti bývala Tisovnice majetkem premonstrátského kláštera v Milevsku, stejně jako řada dalších vesnic a statků v tomto kraji. Toto rozsáhlé klášterní panství bylo od roku 1420 v moci husitů, ale po jejich porážce u Lipan roku 1434 je císař Zikmund vrátil klášteru, i když si ponechal mnohé vsi, které pak dával svým přívržencům do zástavy za jistý plat. Takovým způsobem dostal Tisovnici roku 1460 Zdeněk ze Sternbergu. Deset let nato měl Tisovnici od krále Jiřího z Poděbrad v zástavě Jenec z Janovic na Chlumci, který ji postoupil roku 1479 Bohuslavovi ze Švamberka na Zvíkově. Ke zvíkovskému statku patřila do roku 1576, kdy ji koupil Jan Černín z Chudenic na Nedrahovicích, později se dostala ke Skoupému.
Když pak Jakub Krčín z Jelčan (a Sedlčan) koupil roku 1596 Skoupý, připojil Tisovnici i Skoupí k Obděnicům. Po Krčínově smrti roku 1604 byl statek rozdělen mezi jeho dcery. V letech 1606 až 1615 byl majitelem Tisovnice i Skoupého Zikmund Hložek ze Žampachu. Protože se zúčastnil stavovského povstání proti králi Ferdinandovi II., byl odsouzen ke ztrátě dvou třetin všeho jmění. Tisovnice, Skoupý a ostatní vsi byly Hložkovi zabaveny a 26. března 1623 prodány Polyxeně z Lobkovic, rozené z Pernštejna. Od té doby patřily již stále k panství chlumeckému.
Ve 14. století a ještě v letech 1470–1595 se též často připomíná osada Tisomnička, která stávala někde poblíž Tisovnice a sdílela s ní všechny své osudy. Od 17. století není už nikde o Tisomničce zmínky.

## Obyvatelstvo
| Rok            | 1869 | 1880 | 1890 | 1900 | 1910 | 1921 | 1930 | 1950 | 1961 | 1970 | 1980 | 1991 | 2001 | 2011 | 2021 |
| -------------- | ---- | ---- | ---- | ---- | ---- | ---- | ---- | ---- | ---- | ---- | ---- | ---- | ---- | ---- | ---- |
| Počet obyvatel | 59   | 58   | 60   | 59   | 40   | 43   | 43   | 29   | 32   | 26   | 20   | 10   | 7    | 9    | 6    |
| Počet domů     | 7    | 7    | 7    | 7    | 7    | 7    | 7    | 7    | 7    | 6    | 5    | 6    | 6    | 6    | 6    |

## Obecní správa
Při sčítání lidu v letech 1850–1920 Tisovnice byly osadou obce Svatý Jan v okrese Sedlčany. V letech 1921–1960 byly osadou obce Bražná, se kterým patřily nejprve do okresu Sedlčany, ale od roku 1960 v okrese Příbram. Od 1. července 1960 jsou částí města Krásná Hora nad Vltavou v okrese Příbram.

## Galerie

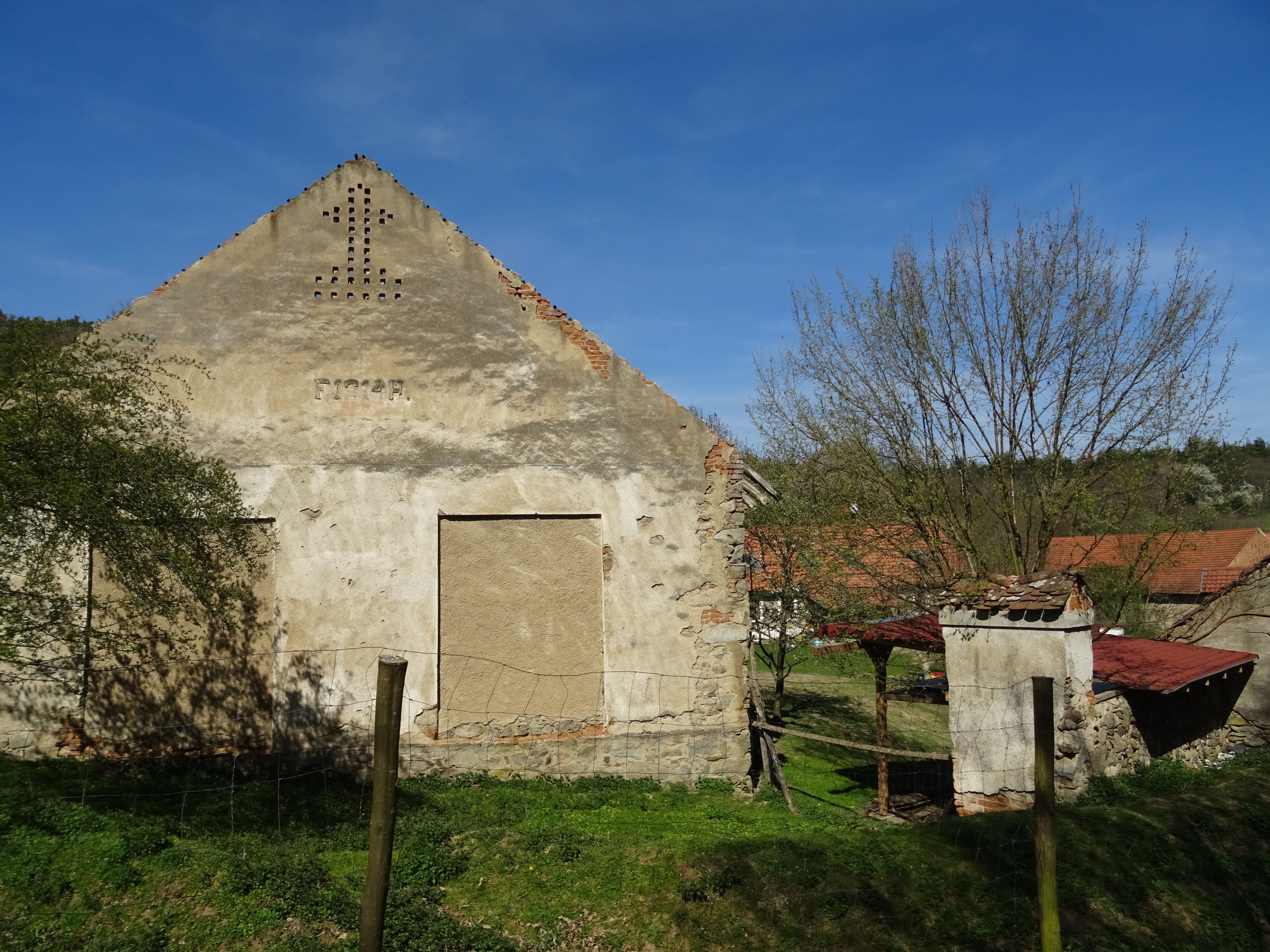
Stodola
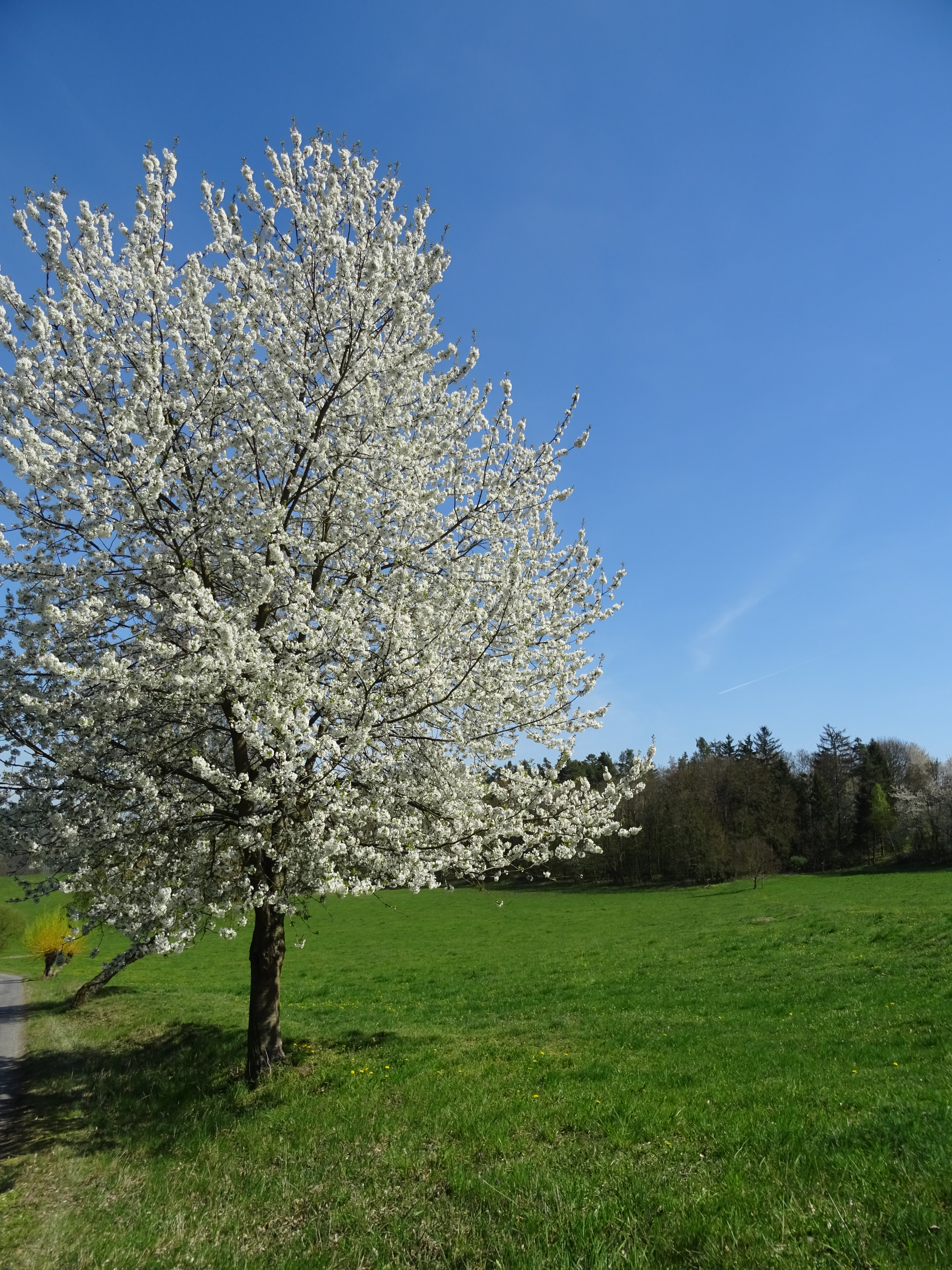
Rozkvetlý strom (jaro 2019)
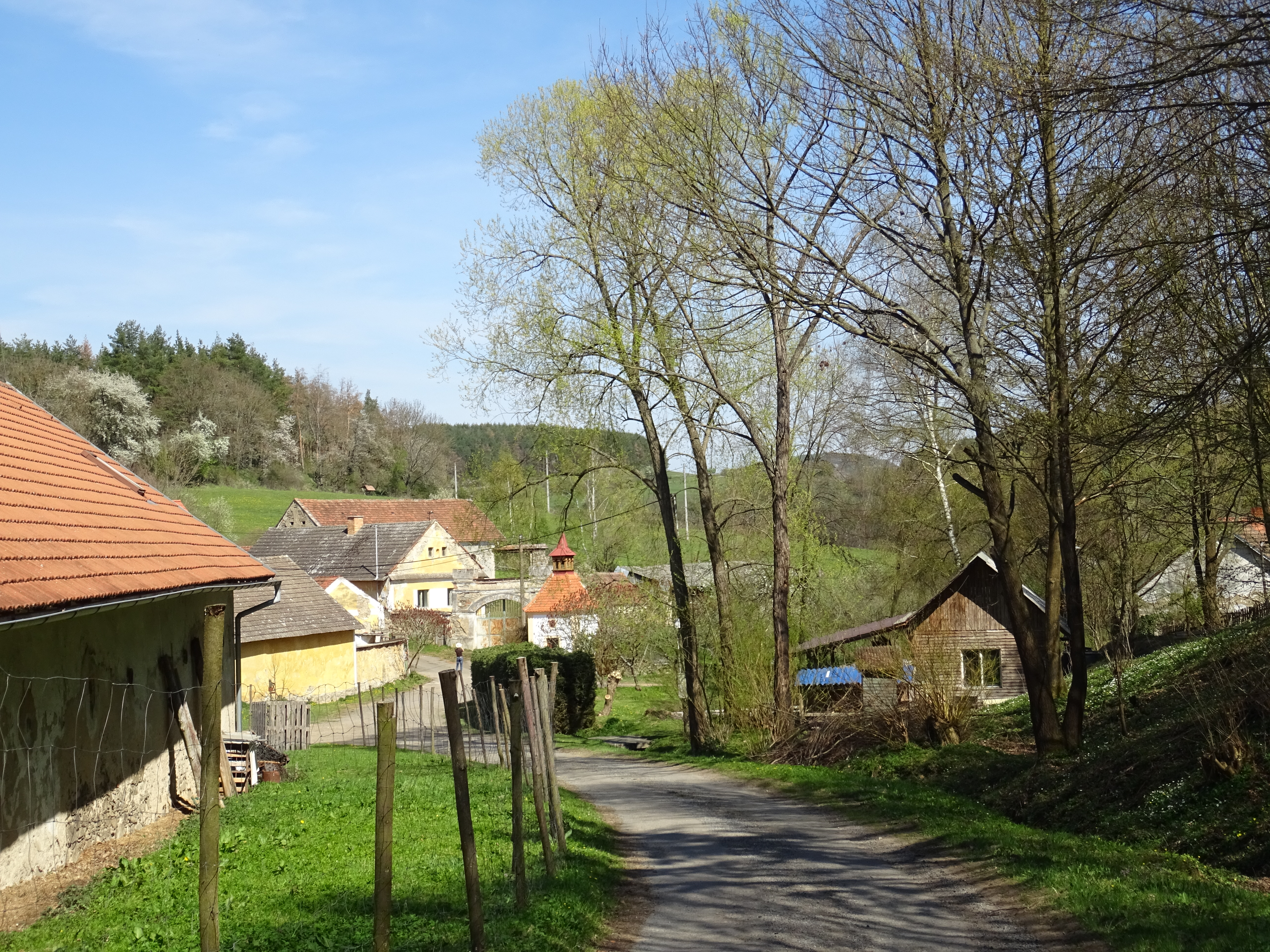
Cesta k návsi
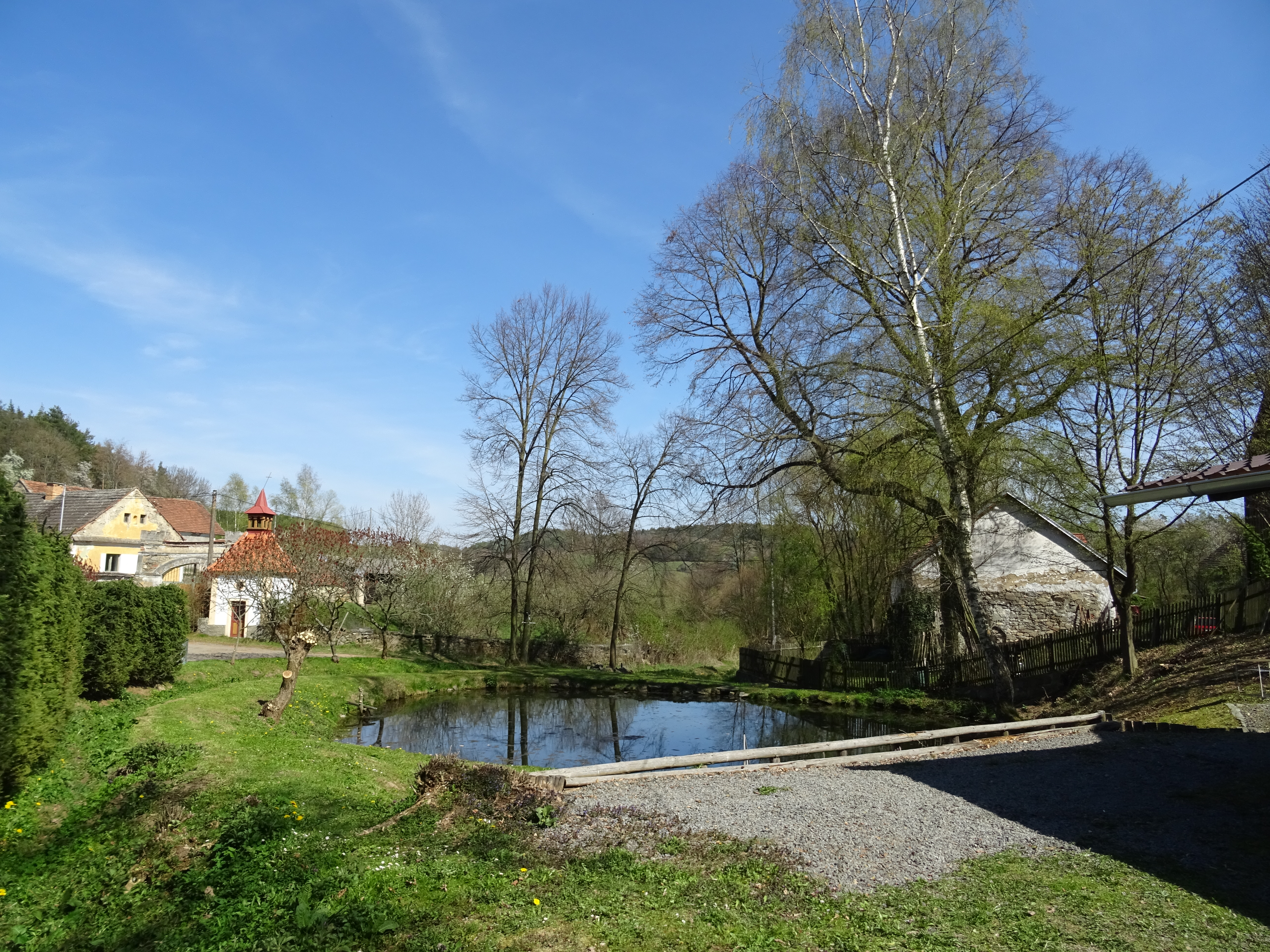
Rybník na návsi